# 838

Standbeeld van Babak Khorram Din (Iran)

Het jaar 838 is het 38e jaar in de 9e eeuw volgens de christelijke jaartelling.

## Gebeurtenissen

### Midden-Oosten
- Byzantijns-Arabische Oorlog: Kalief Al-Mu'tasim stuurt een Arabisch expeditieleger (80.000 man) naar Anatolië (huidige Turkije). De Byzantijnse vestingstad Amorium wordt na een belegering van twee weken veroverd. Duizenden inwoners worden door de Arabieren afgeslacht of als slaven afgevoerd.
- Babak Khorram Din, Perzisch militaire leider, wordt na een guerrillaoorlog tegen het kalifaat van de Abbasiden gedwongen het Babak-kasteel in het noordwesten van Iran (huidige Azerbeidzjan) te verlaten. Hij wordt op bevel van Al-Mu'tasim doodgemarteld en zijn aanhangers worden geëxecuteerd.

### Europa
- Pepijn I, koning van Aquitanië, overlijdt na een regeerperiode van 21 jaar. Hij wordt opgevolgd door zijn zoon Pepijn II, dit leidt tot een conflict tussen keizer Lodewijk I ("de Vrome") en de Aquitanische adel.
- Sicard, prins van Benevento, verovert het hertogdom Amalfi (Zuid-Italië). Hierdoor beheerst hij de handelsroutes in de Westelijke Middellandse Zee, met de stad Napels als belangrijkste handelsconcurrent.
- Gezanten van de Deense Viking koning Horik I eisen de overdracht van de Frankische gebieden van de Friezen en de Abodriten (Noord-Duitsland). Dit wordt door Lodewijk I geweigerd.
- 26 december - Bij een watersnood raakt een groot deel van Noordwest-Nederland onder water. De rivier de Lek breekt door ten koste van de Kromme Rijn.

### Brittannië
- De Stone of Destiny (Steen van het Lot) bewaard op het eiland Iona, wordt overgebracht naar Scone Palace in Schotland om daar de eerste Schotse koningen te kronen. (Volgens de overlevering van Sint Columba)

### Nederland
- Eerste schriftelijke vermeldingen van Brakel, Doetinchem, Dolder, Groessen en Loenen.

## Religie
- Frederik I, Friese bisschop en missionaris, wordt door bewoners van Walcheren (die vijandig tegenover de kerstening staan) vermoord. Hij wordt opgevolgd door zijn broer Alberik II.

## Overleden
- Babak Khorram Din, Perzisch militaire leider
- Frederik van Utrecht, Fries bisschop (of 834)
- Pepijn I (41), koning van Aquitanië
- Ziyadat Allah I, Arabisch emir